# 783-й отдельный разведывательный артиллерийский дивизион
783-й отдельный  разведывательный артиллерийский дивизион Резерва Главного Командования — воинское формирование Вооружённых Сил СССР, принимавшее участие в Великой Отечественной войне.
Сокращённое наименование — 783-й орадн РГК.

## История
Сформирован  17 марта 1942 года , как орадн   Северо-Западного фронта. 18 мая 1942 года переименован в 783-й  орадн.
В действующей армии с 17.03.1942 по 9.05.1945.
В ходе Великой Отечественной войны вёл артиллерийскую разведку в интересах артиллерии объединений Северо-Западного  ,  2-го Прибалтийского  и  Ленинградского фронтов.
12 декабря 1942 года 783-й орадн введен в состав 27-й ад.

## Состав
до октября 1943 года
- Штаб
- Хозяйственная часть
- батарея звуковой разведки (БЗР)
- батарея топогеодезической разведки (БТР)
- взвод оптической разведки  (ВЗОР)
- артиллерийский метеорологический взвод (АМВ)
- фотограмметрический взвод (ФГВ)
- хозяйственный взвод

с октября 1943 года
- Штаб
- Хозяйственная часть
- 1-я батарея звуковой разведки (1-я БЗР)
- 2-я батарея звуковой разведки (2-я БЗР)
- батарея топогеодезической разведки (БТР)
- взвод оптической разведки (ВЗОР)
- фотограмметрический взвод (ФГВ)
- хозяйственный взвод

## Подчинение
| Дата                 | Фронт                                        | Армия          | Корпус | Дивизия | Бригада | Примечания |
| -------------------- | -------------------------------------------- | -------------- | ------ | ------- | ------- | ---------- |
| 17.03.42 -18.05.42г. | Северо-Западный фронт                        | -              | -      | -       | -       | -          |
| 18.05.42 -12.12.42г  | Северо-Западный фронт                        | 34-я армия     | -      | -       | -       | -          |
| 12.12.42 -22.02.43г  | Северо-Западный фронт                        | -              | -      | 27-й ад | -       | -          |
| 22.02.43 -20.03.43г  | Северо-Западный фронт                        | 1-я уд.армия   | -      | 27-й ад | -       | -          |
| 20.02.43 -1.05.43г   | Северо-Западный фронт                        | -              | -      | 27-й ад | -       | -          |
| 1.05.43 -20.10.43г   | Северо-Западный фронт                        | 34-я армия     | -      | 27-й ад | -       | -          |
| 20.10.43 -30.11.43г  | 2-й Прибалтийский фронт                      | 34-я армия     | -      | 27-й ад | -       | -          |
| 1.12.43 -30.12.43г   | 2-й Прибалтийский фронт                      | 1-я уд. армия  | -      | 27-й ад | -       | -          |
| 1.01.44 -30.01.44г   | 2-й Прибалтийский фронт                      | 6-я гв. армия  | -      | 27-й ад | -       | -          |
| 1.02.44 -10.05.44г   | 2-й Прибалтийский фронт                      | 10-я гв. армия | -      | 27-й ад | -       | -          |
| 10.05.44 -30.06.44г  | 2-й Прибалтийский фронт                      | -              | -      | 27-й ад | -       | -          |
| 1.07.44 -10.07.44г   | 2-й Прибалтийский фронт                      | 1-я уд. армия  | -      | 27-й ад | -       | -          |
| 10.07.44 -10.01.45г  | 2-й Прибалтийский фронт                      | 10-я гв. армия | -      | 27-й ад | -       | -          |
| 10.01.45 -20.02.45г  | 2-й Прибалтийский фронт                      | 42-я армия     | -      | 27-й ад | -       | -          |
| 20.02.45 -1.03.45г   | 2-й Прибалтийский фронт                      | -              | -      | 27-й ад | -       | -          |
| 1.03.45 -10.04.45г   | Ленинградский фронт Курляндская группа войск | 42-я армия     | -      | 27-й ад | -       | -          |
| 10.04.45 -9.05.45г   | Ленинградский фронт Курляндская группа войск | 1-я уд. армия  | -      | 27-й ад | -       | -          |

## Командование дивизиона
Командир дивизиона
- гв. майор Гордеев Алексей Васильевич
- майор Харитонов Пётр Николаевич

Заместитель командира дивизиона 
- капитан Горбачёв Семён Григорьевич

Начальник штаба дивизиона
- капитан Крылов
- ст. лейтенант, капитан Романков Сергей Иванович
- капитан Калашников Анатолий Николаевич

Заместитель командира дивизиона по политической части
- ст. политрук Куренной Михаил Иванович
- майор Дрибноход Павел Александрович

Помощник начальника штаба дивизиона
- гв. ст. лейтенант Жолудев Дмитрий Галактионович

Помощник командира дивизиона по снабжению
- капитан Борисов Михаил Васильевич

## Командиры подразделений дивизиона
Командир  БЗР(до октября 1943 года)
- ст. лейтенант Романков Сергей Иванович

Командир 1-й БЗР
- ст. лейтенант Руковчук Павел Максимович

Командир 2-й БЗР
- ст. лейтенант, капитан Пайкин Яков Лейбович
- ст. лейтенант Базанов Александр Филиппович

Командир БТР
- капитан Сафронов Владимир Андреевич
- ст. лейтенант Севастьянов Владимир Александрович

Командир ВЗОР
Командир ФГВ
- ст. лейтенант Янченко Пётр Ильич